# Bacidina
Bacidina is een geslacht van korstmossen behorend tot de familie Ramalinaceae. De typesoort is Bacidina phacodes.

## Soorten
Volgens Index Fungorum bevat het geslacht 62 soorten (peildatum december 2021):
| Soortnaam                                     | Auteur(s)                                               | Publicatiejaar |
| --------------------------------------------- | ------------------------------------------------------- | -------------- |
| Bacidina adastra (Fijne knoopjeskorst)        | (Sparrius & Aptroot) M. Hauck & V. Wirth                | 2010           |
| Bacidina aenea                                | S. Ekman                                                | 1996           |
| Bacidina aeruginosa                           | van den Boom                                            | 2021           |
| Bacidina apiahica                             | (Müll. Arg.) Vězda                                      | 1991           |
| Bacidina arnoldiana (Kalkrotsknoopjeskorst)   | (Körb.) V. Wirth & Vězda                                | 1994           |
| Bacidina arvidssonii                          | (Sérus.) Lücking                                        | 2008           |
| Bacidina assulata                             | (Körb.) S. Ekman                                        | 1996           |
| Bacidina brandii (Kleine knoopjeskorst)       | (Coppins & van den Boom) M. Hauck & V. Wirth            | 2010           |
| Bacidina brittoniana                          | (Riddle) LaGreca & S. Ekman                             | 2014           |
| Bacidina californica                          | S. Ekman                                                | 1996           |
| Bacidina caligans (Kalkknoopjeskorst)         | (Nyl.) Llop & Hladun                                    | 2002           |
| Bacidina canariensis                          | Lumbsch & Vězda                                         | 1992           |
| Bacidina chloroticula (Gladde knoopjeskorst)  | (Nyl.) Vězda & Poelt                                    | 1991           |
| Bacidina cinnamomea                           | (Kremp.) Farkas                                         | 2015           |
| Bacidina circumpulla                          | S. Ekman                                                | 2020           |
| Bacidina clauzadei                            | (Sérus. & Lambinon) Farkas                              | 2015           |
| Bacidina contecta                             | S. Ekman & T. Sprib.                                    | 2009           |
| Bacidina convexa                              | van den Boom                                            | 2017           |
| Bacidina crystallifera                        | S. Ekman                                                | 1996           |
| Bacidina defecta                              | Vězda                                                   | 1994           |
| Bacidina delicata (Soredieuze knoopjeskorst)  | (Larbal. ex Leight.) V. Wirth & Vězda                   | 1994           |
| Bacidina dichroma                             | van den Boom                                            | 2014           |
| Bacidina digitalis                            | M. Cáceres & Lücking                                    | 2007           |
| Bacidina dissecta                             | S. Ekman                                                | 2004           |
| Bacidina egenula (Zwarte knoopjeskorst)       | (Nyl.) Vězda                                            | 1991           |
| Bacidina egenuloidea                          | (Fink) S. Ekman                                         | 1996           |
| Bacidina etayana                              | (van den Boom & Vězda) M. Hauck & V. Wirth              | 2010           |
| Bacidina flavoleprosa                         | Czarnota & Guzow-Krzem.                                 | 2012           |
| Bacidina fuscosquamulosa                      | van den Boom                                            | 2014           |
| Bacidina hypophylla                           | Lücking & Kalb                                          | 2000           |
| Bacidina indigens                             | (Vain.) S. Ekman & J. Gerasimova                        | 2017           |
| Bacidina inundata (Witgerande knoopjeskorst)  | (Fr.) Vězda                                             | 1991           |
| Bacidina iqbalii                              | K. Habib & Khalid                                       | 2020           |
| Bacidina jasonhurii                           | J.P. Halda, S.Y. Kondr. & Lőkös                         | 2019           |
| Bacidina lacerata                             | (Timdal) Kistenich, Timdal, Bendiksby & S. Ekman        | 2018           |
| Bacidina loekoesiana                          | S.Y. Kondr. & Hur                                       | 2019           |
| Bacidina margallensis                         | M. Fatima, K. Habib & Khalid                            | 2020           |
| Bacidina medialis                             | (Tuck. ex Nyl.) Kistenich, Timdal, Bendiksby & S. Ekman | 2018           |
| Bacidina mendax                               | Czarnota & Guz.-Krzem.                                  | 2018           |
| Bacidina mirabilis                            | (Vězda) Vězda                                           | 1991           |
| Bacidina modesta                              | (Zwackh ex Vain.) S. Ekman                              | 2019           |
| Bacidina multiseptata                         | M. Cáceres & Lücking                                    | 2007           |
| Bacidina neglecta                             | (Vězda) Vězda                                           | 1991           |
| Bacidina neosquamulosa (Nieuwe knoopjeskorst) | (Aptroot & Herk) S. Ekman                               | 2004           |
| Bacidina neotropica                           | Lücking                                                 | 2008           |
| Bacidina pallidocarnea                        | (Müll. Arg.) Vězda                                      | 1991           |
| Bacidina pallidocarpa                         | van den Boom & Magain                                   | 2020           |
| Bacidina phacodes (Rechte knoopjeskorst)      | (Körb.) Vězda                                           | 1991           |
| Bacidina piceae                               | van den Boom                                            | 2021           |
| Bacidina pseudohyphophorifera                 | (Lücking & Sérus.) Lücking                              | 2008           |
| Bacidina pseudoisidiata                       | van den Boom                                            | 2013           |
| Bacidina saxenii (Steenknoopjeskorst)         | (Erichsen) M. Hauck & V. Wirth                          | 2010           |
| Bacidina scutellifera                         | (Vězda) Vězda                                           | 1991           |
| Bacidina simplex                              | Farkas & Vězda                                          | 1993           |
| Bacidina sorediata                            | Seaward & Lücking                                       | 2011           |
| Bacidina streimannii                          | Vězda                                                   | 1994           |
| Bacidina sulphurella (Boomvoetknoopjeskorst)  | (Samp.) M. Hauck & V. Wirth                             | 2010           |
| Bacidina terricola                            | van den Boom & Alvarado                                 | 2019           |
| Bacidina varia                                | S. Ekman                                                | 1996           |
| Bacidina vasakii                              | (Vězda) Vězda                                           | 1991           |
| Bacidina violacea                             | van den Boom & Magain                                   | 2020           |
| Bacidina ziamensis                            | (Vězda) Vězda                                           | 1991           |